# Maserati 200S
La 200S è una autovettura da competizione costruita dalla Maserati dal 1955 al 1957. Fu preparata, similmente alla 150S, per sostituire le obsolete varianti da competizione della A6GCS.

## Storia

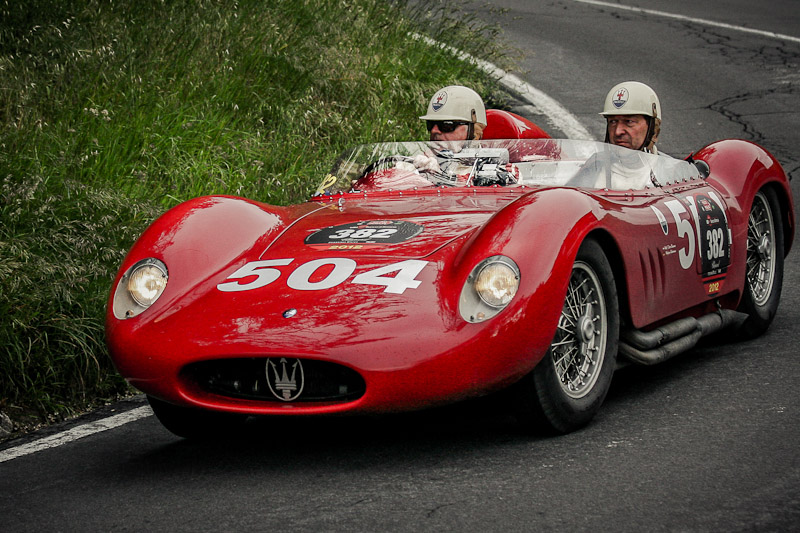
Una 200 SI alla Mille Miglia 2012

Il progetto della vettura, chiamato "Tipo 52", fu iniziato nel 1952 da Giulio Alfieri. L'autovettura aveva un motore in lega leggera a quattro cilindri in linea, con valvole in testa e doppio albero a camme in testa. Il propulsore, derivato da quello installato sulla 150S, aveva una cilindrata di 1994 cm³. Per ottenere il nuovo motore furono aumentati la corsa e l'alesaggio ora, rispettivamente, di 75 mm e 92 mm. La vettura era dotata di due carburatori Weber 50DCO3 (per le prime vetture) e 45DCO3. Questo motore aveva una potenza di 187 cv a 7500 giri al minuto.
Molti componenti del telaio erano identici a quelli montati sulla 150S, eccetto il ponte posteriore. I primi tre esemplari avevano montato nel ponte posteriore due balestre. In seguito fu decisa l'installazione di un'unica balestra per migliorare la manovrabilità della vettura. I primi tre esemplari avevano installato il ponte posteriore della GCS, mentre i successivi il ponte De Dion.
I primi tre telai furono prodotti dalla Maserati, mentre un successivo telaio tubolare fu fatto costruire dalla Gilco. Le prime cinque carrozzerie in alluminio, come per la Maserati 150S, erano opera di Celestino Fiandri. Le altre 23 furono assemblate da Medardo Fantuzzi. I freni erano a tamburo con comando idraulico. La “200S” non aveva portiere ed era a due posti.
Non ci furono vittorie nel suo primo anno di gare, ossia il 1955, né da parte di Franco Bordoni al Gran Premio di San Marino, né da parte di Giovanni Bracco e Bordoni alla Targa Florio del 1955. Il pilota automobilistico Benoît Nicolas Musy morì su una 200S sul circuito di Montlhéry nel 1956.
Nel 1957 il nome della vettura fu cambiato in Maserati 200SI (Sport Internazionale), per sottolineare la vocazione sportiva internazionale del modello. Questa versione era dotata di portiere, parabrezza, tergicristalli e capote.
Queste autovetture non vinsero nessuna gara di rilievo.